# Ан-714
Ан-714 — експериментальний літак на базі Ан-14 з шасі на повітряній подушці (ШПП), розроблений Куйбишевським КБ шасі літаків і вертольотів під керівництвом І. А. Бережного. Призначався для проведення комплексу досліджень з визначення області застосування ШПП як злітно-посадкового пристрою.

## Історія
Спроби оснастити літак шасі на повітряній подушці (ШПП) робилися неодноразово. Вперше такий апарат був створений у СРСР в 1939 р. На навчально-тренувальний літак УТ-2 замість колісного шасі встановили гумовий балон з вентиляторною установкою. У 1941 р. була розроблена аналогічна конструкція ШПП для Пе-2, розмістивши балони під мотогондолами. За задумом, після зльоту повітря з балонів випускалося, і вони втягувалися в задні відсіки мотогондол, де закривалися стулками. Але Пе-2 з ШПП так і не злетів. На Ан-714, який був спроєктований на базі Ан-14, була застосована така ж схема гнучкого огородження (ГО) для ШПП, як і на Пе-2.
Перший політ Ан-714 здійснив 20 жовтня 1970, за штурвалом якого перебував льотчик-випробувач АНТК імені Олега Антонова В. А. Калінін. Ан-714 був побудований в одному екземплярі, і роботи за такою схемою ШПП були припинені як неперспективні.

## Технічний описШПП
ШПП являє собою три несучих балони тороїдальної форми з прогумованої тканини, розташованих на місцях кріплення стійок шасі. Зверху кожного балона встановлений гідромотор ГМ-36 потужністю 22 к.с. з відцентровим ротором. Привід ротора — від маршових двигунів літака через систему гідравлічного валу. Маса кожного такого пристрою 28 кг.
Ротор нагнітає повітря в камеру всередині кільця балона, створюючи всередині зону високого тиску. Через різницю в тиску в середині балона і нормальним атмосферним тиском літак піднімався доти, поки тиск не стабілізується. Надлишок повітря виходить в атмосферу між балоном і опорною поверхнею, утворюючи так звану повітряну подушку. Випробування показали, що питомий тиск на поверхню 0,07 кгс/см², що в 100 разів менше, ніж при колісному шасі.

## Технічні характеристики
Джерело: 
Основні характеристики
- Екіпаж: 2 чоловіка
- Довжина: 11,36 м
- Висота: 4,63 м
- Розмах крила: 21,99 м

- Площа крила: 39,72 м²
- Крило у плані: трапецевидне
- Максимальна злітна маса: 3420 кг
- Маса палива у внутрішніх баках: 290 кг
- Силова установка: 2 × Поршневий АІ-14РФ  300 к.с. ( 220 кВт)

Льотні характеристики
- Крейсерська швидкість: 165 км/год
- Практична дальність: 450 км
- Довжина розгону: 117 м (по ґрунтовому та бетонному покритті) та 130 м (по снігу товщиною 30-40 см)